# Xiyu (Pescadores)
Cet article concerne une île à l'ouest de Taïwan. Pour les anciennes régions d'Asie centrale, voir Xiyu.
L'île de Xiyu est incluse dans le canton de Xiyu (chinois traditionnel : 西嶼鄉 ; pinyin : Xīyǔ Xiāng ; Wade : Hsi1-yü3 Hsiang1 ; pe̍h-ōe-jī : Sai-sū-hiong ; pha̍k-fa-sṳ : Sî-yí-hiông) qui est un canton rural anciennement nommé île des Pêcheurs ou Pescadores (漁翁島; Yúwēng Dǎo). C'est l'une des trois grandes îles du comté de Penghu de la République de Chine. La population de l'île s'élève à 8 000 habitants et couvre une superficie de 18,7 km².
Les sites touristiques les plus notables comprennent certains forts et le phare, construits ou reconstruits durant la dynastie Qing, et crédités en tant que Vestige national de Taïwan.

## Subdivisions administratives
- Hengjiao
- Gejie
- Zhuwan
- Xiaomen
- Dachi
- Erkan
- Chitung
- Chixi
- Chima
- Nei'an
- Wai'an

## Attractions touristiques
- Musée du crabe Chuwan
- Résidence Erkan Chen
- Grand Pont de Penghu
- Galerie géologique de Xiaomen
- Fort de l'est de Xiyu
- Fort de l'ouest de Xiyu
- Grotte de la Baleine: le village de Xiaomen, situé sur l'île du même nom, est relié à l'île principale de Xiyu via le pont de Xiaomen[3].
- Phare de Yuwengdao

## Galerie

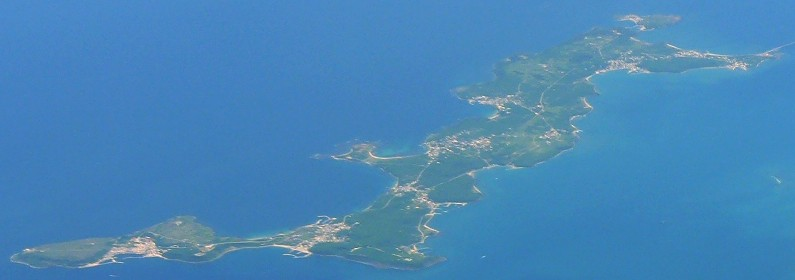
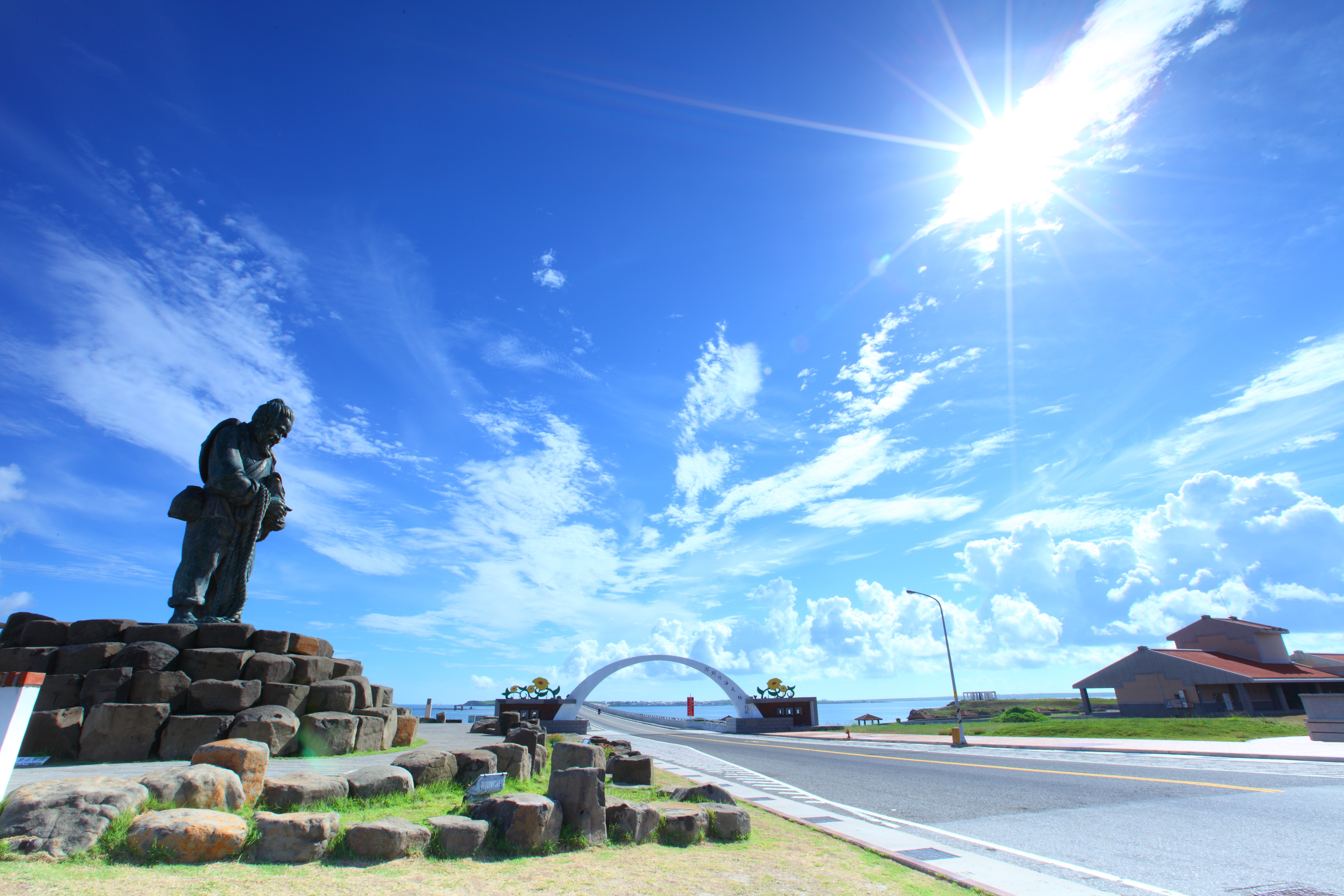
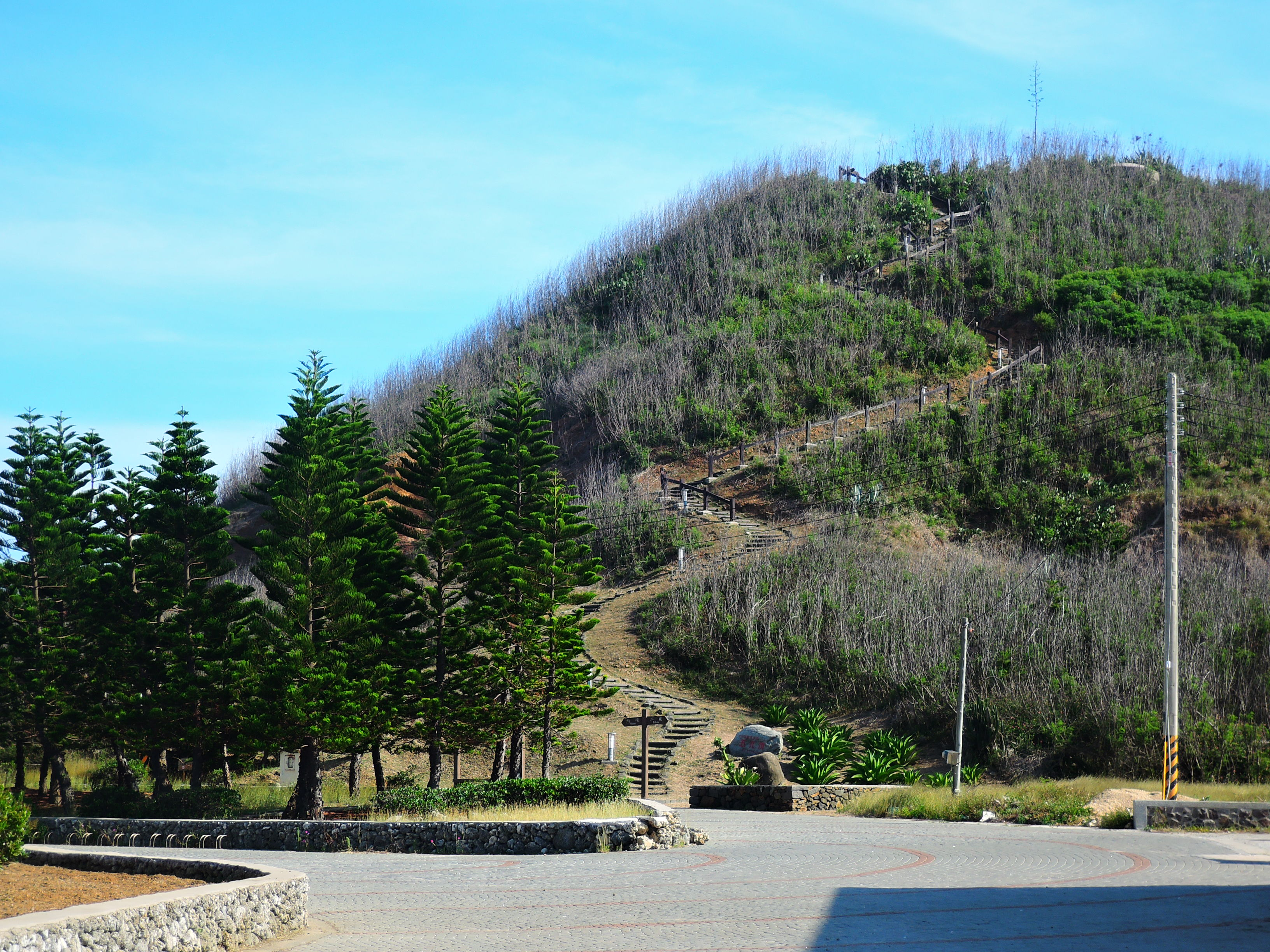
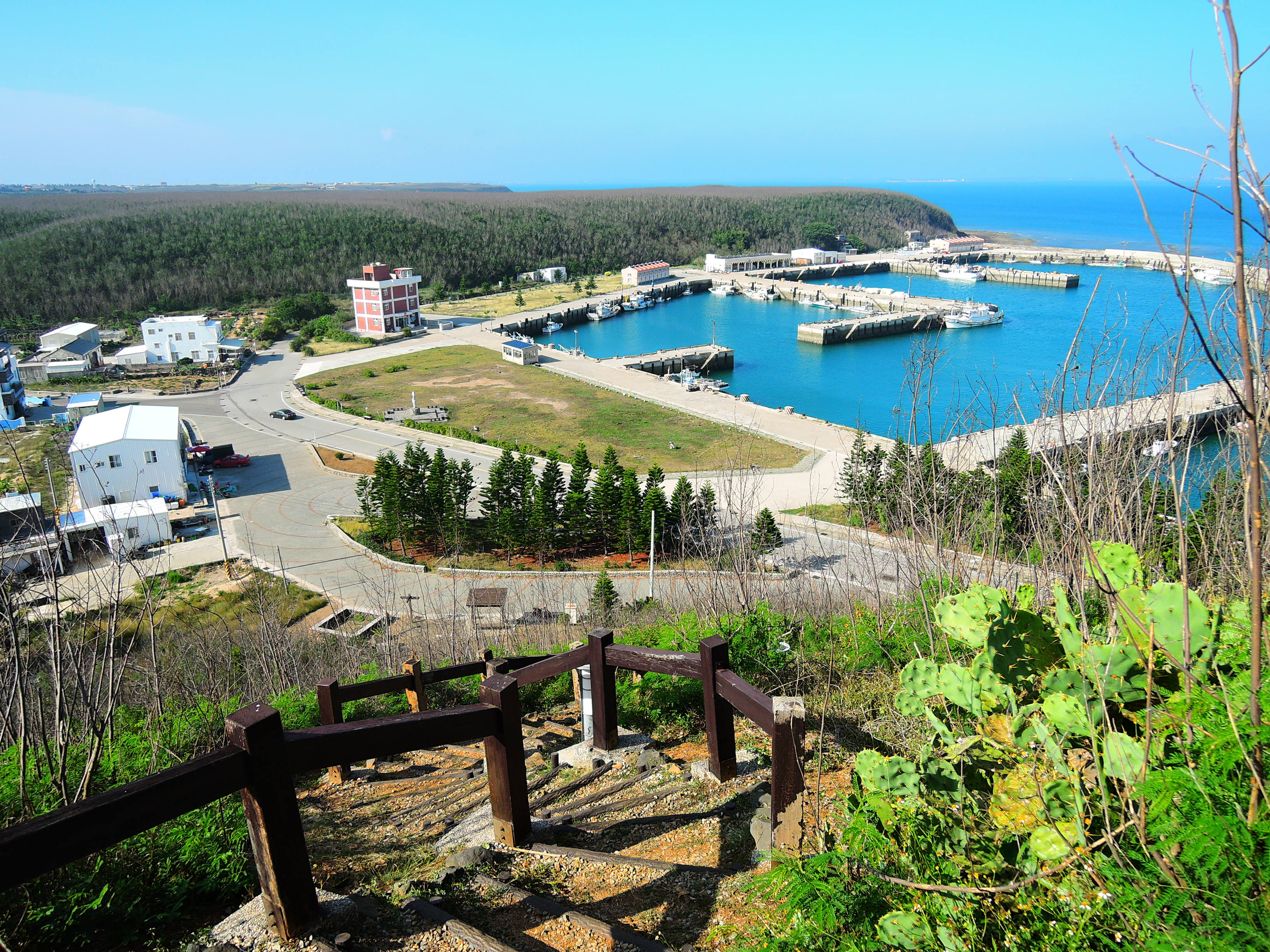
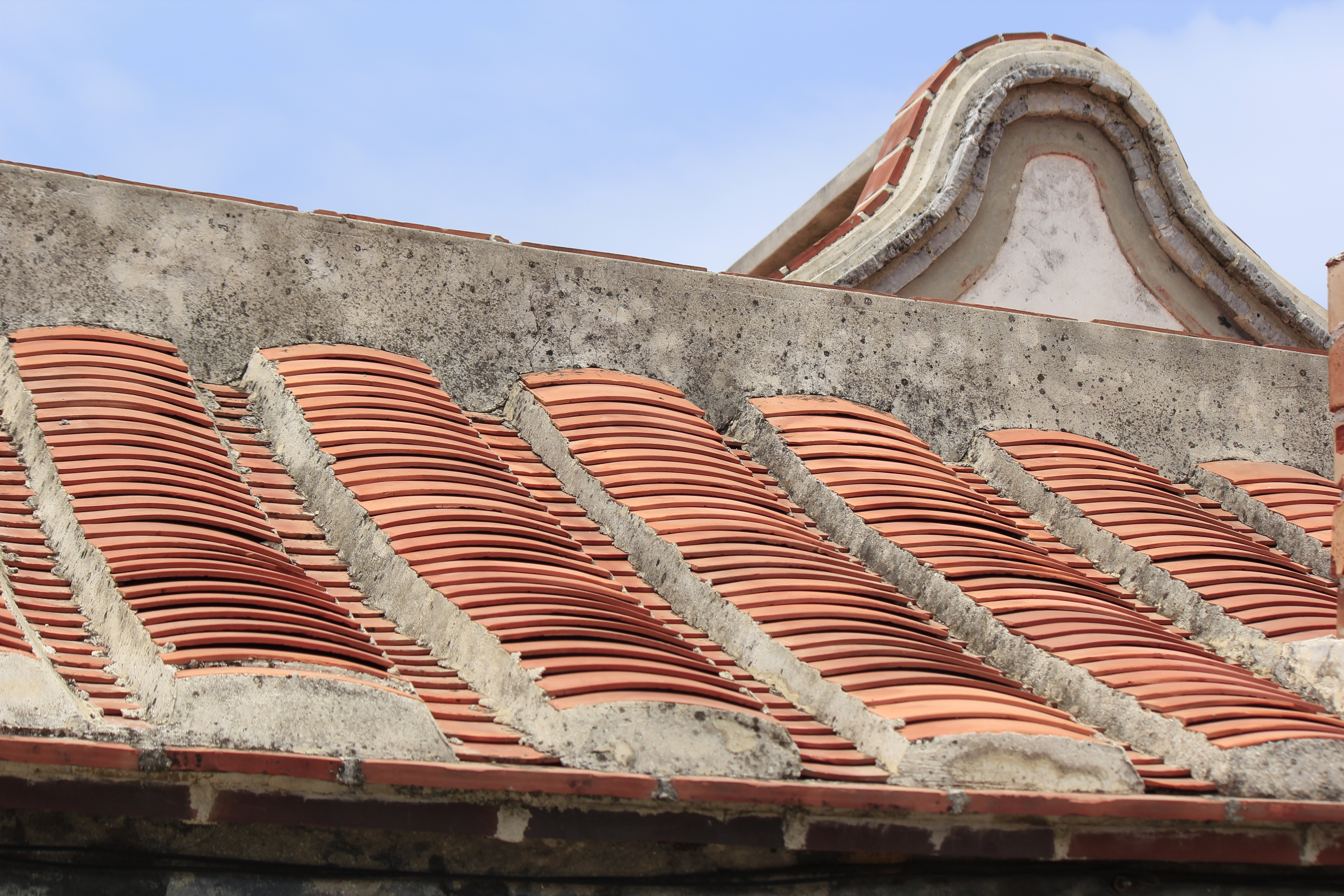
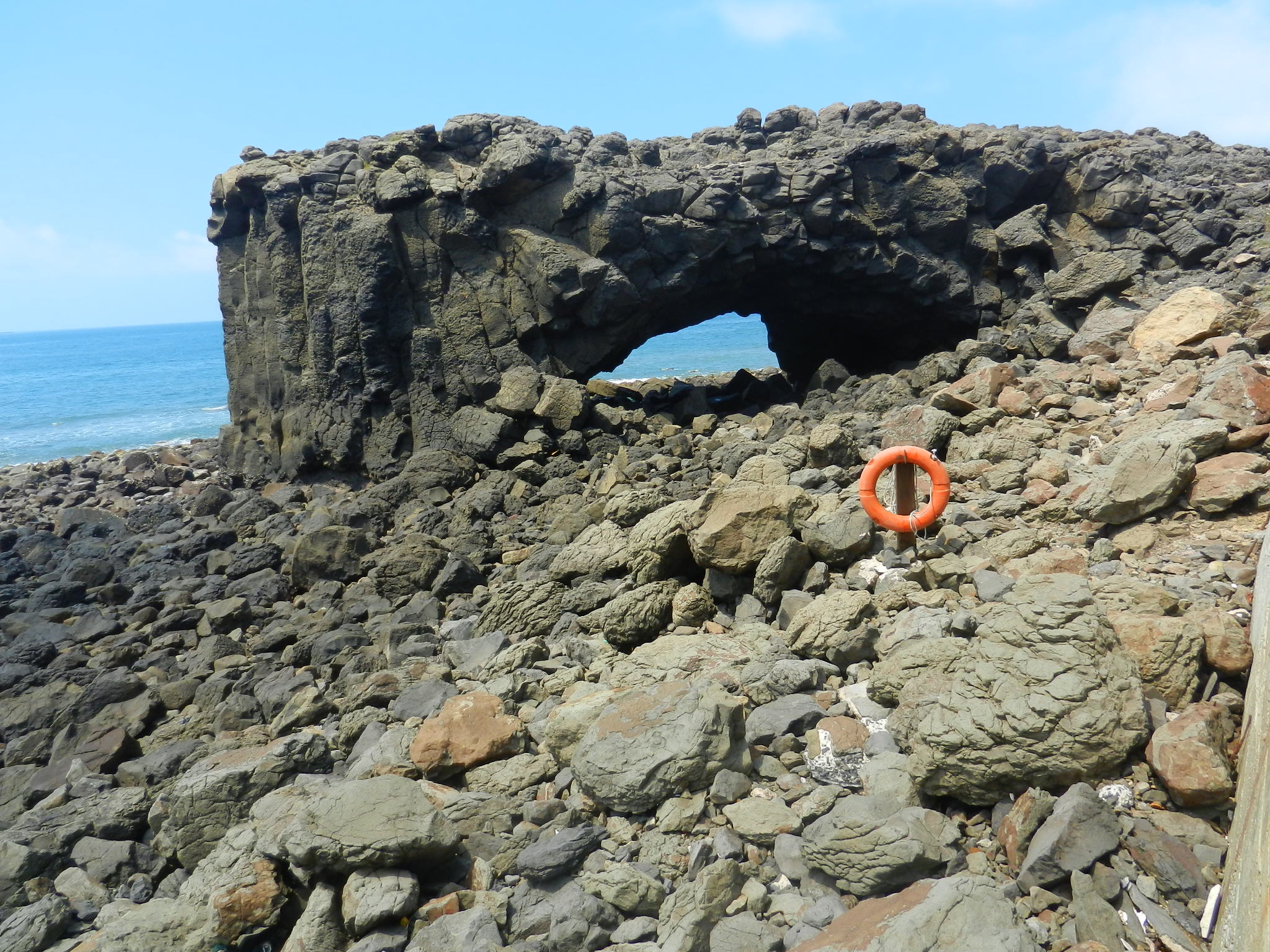
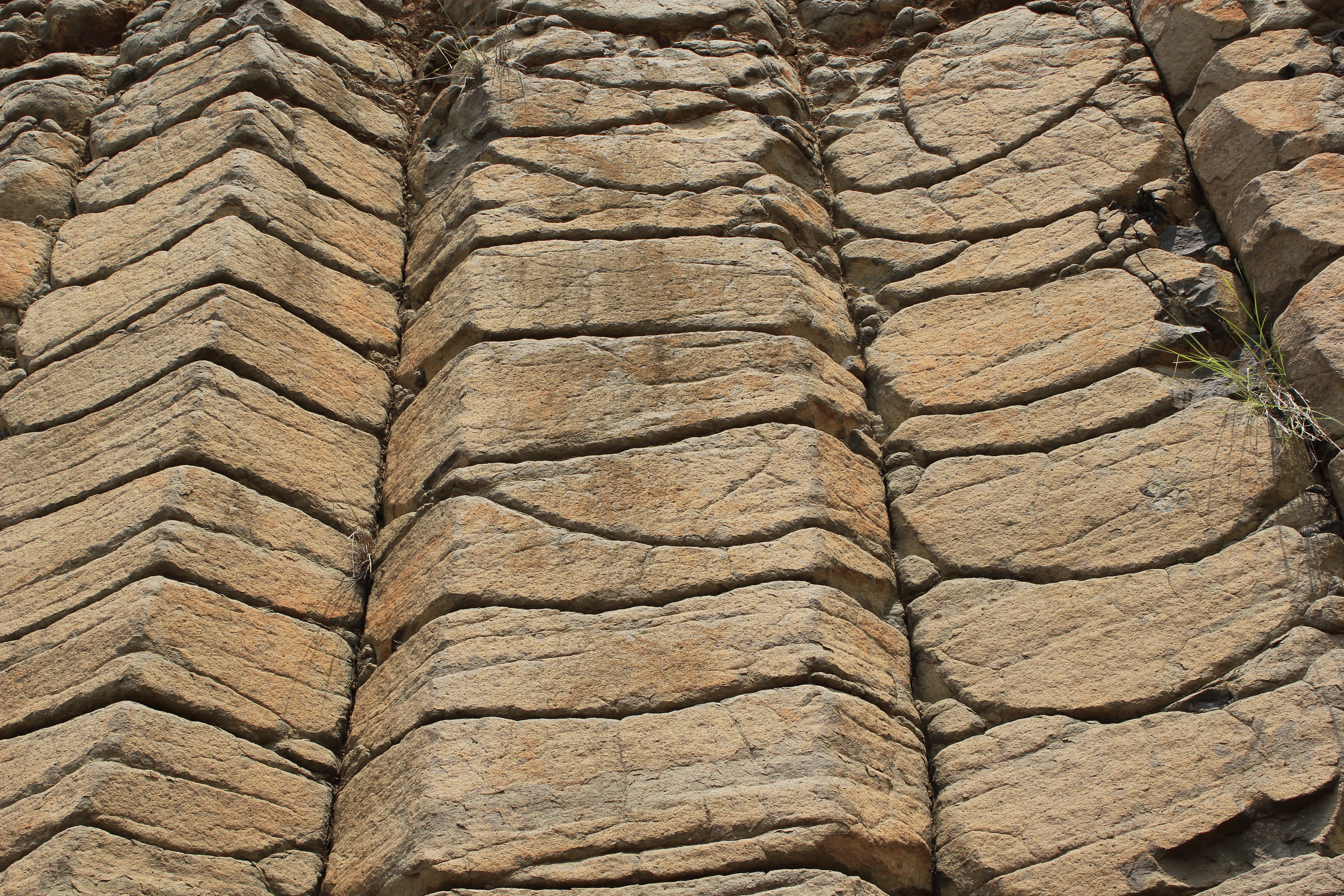
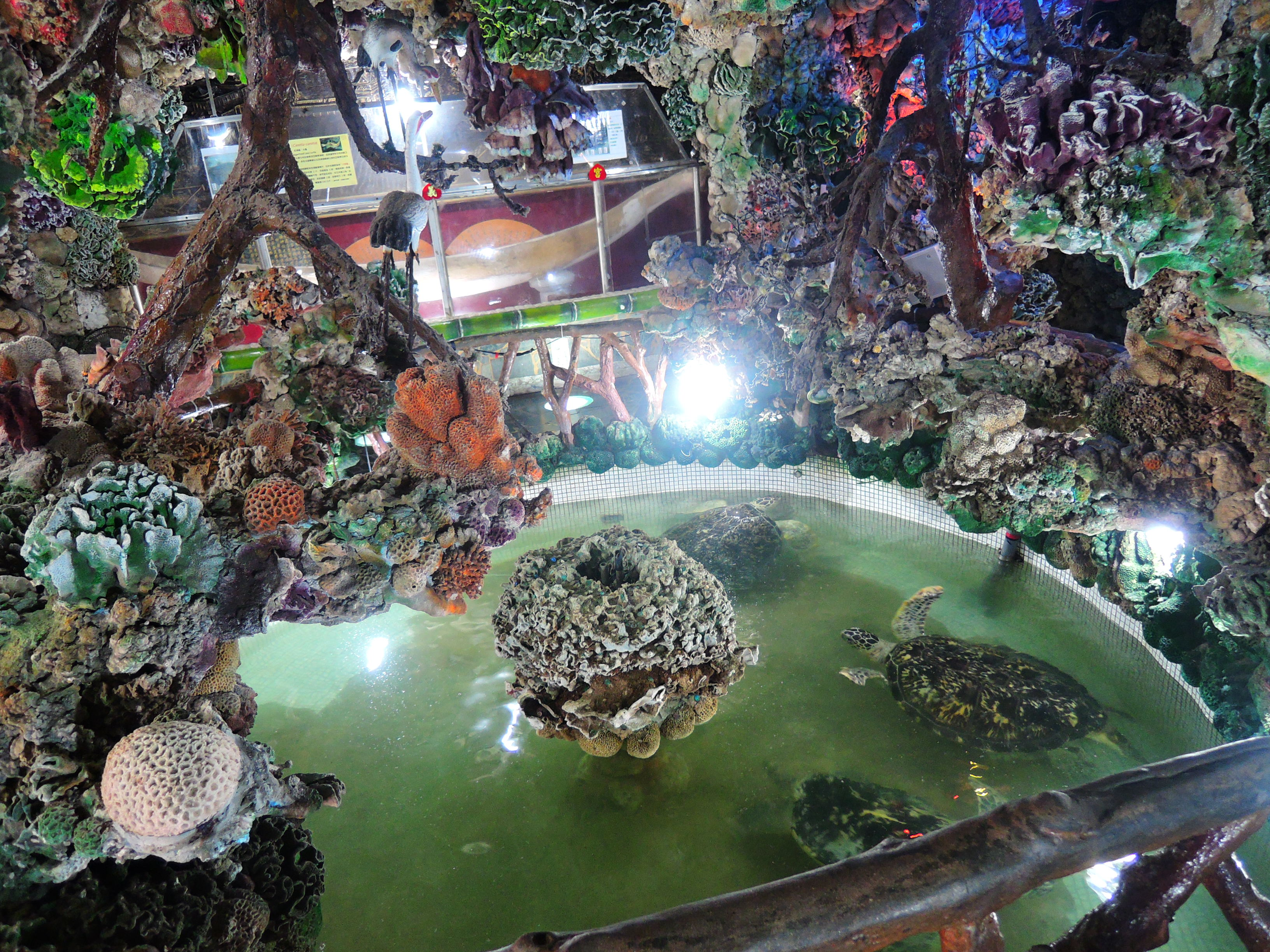
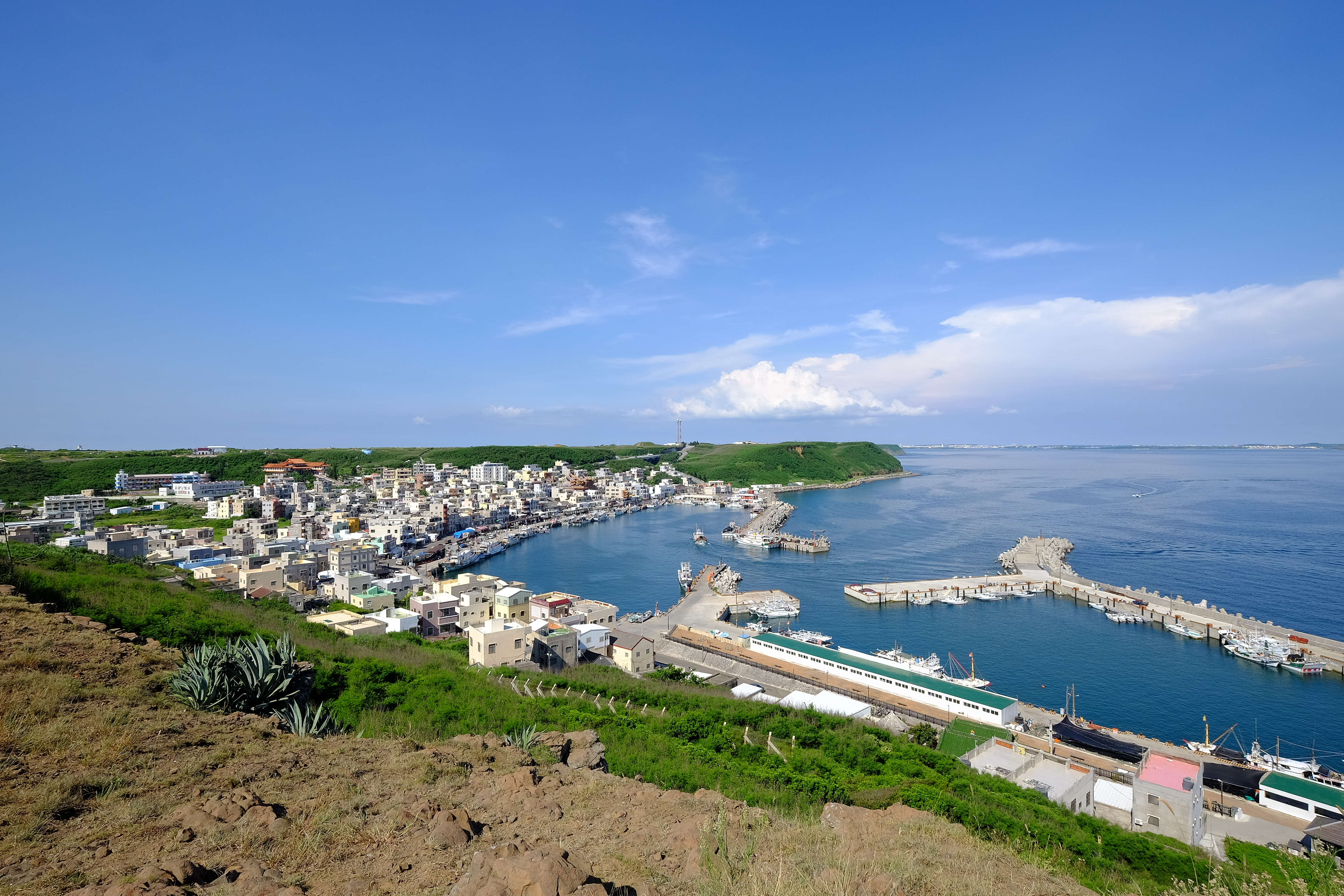
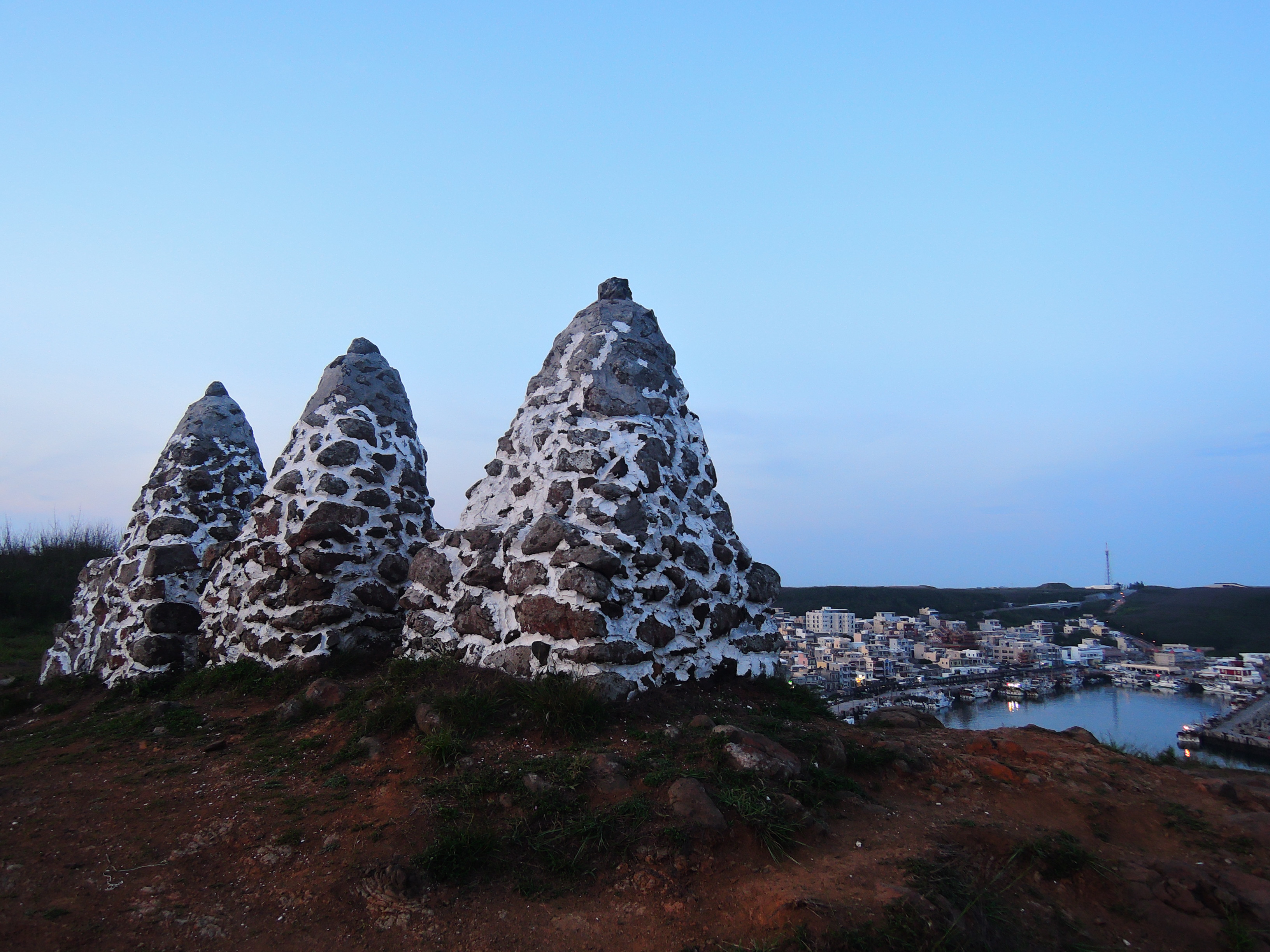